# Alexander Hirner
Alexander Hirner (13. prosince 1911 Smolenice – 1987 Bratislava) byl slovenský sociolog.

## Život
Studoval na filozofické fakultě Univerzity Karlovy v Praze a Univerzity Komenského v Bratislavě. Od roku 1941 pracoval v Matici slovenské v Martině jako redaktor Filozofického sborníku. V roce 1944 se zúčastnil Slovenského národního povstání. Po skončení druhé světové války se stal v Matici tajemníkem vědeckých oborů. V roce 1946 založil sociologický odbor Matice slovenské, ve stejném roce se habilitoval jako docent sociologie. V letech 1948-1949 byl na studijním pobytu v Paříži. po návratu působil na filozofické fakultě Univerzity Komenského. Pro své demokratické a protitotalitní názory byl odsouzen k několikaletému vězení, v 60. letech byl rehabilitován. Začal opět vědecky pracovat v Sociologickém ústavu Slovenské akademie věd. Patřil mezi průkopníky sociologie na Slovensku, spoluzakládal první slovenský sociologický časopis.

## Dílo (výběr)
- Člověk a společnost (1945)
- Základy sociologie (1946)
- Sociologická analýza Kysuc (1970)
- Jak sociologicky analyzovat (1976)[1]